# Lethal Inspection
Lethal Inspection (с англ. — «Смертельный осмотр») — шестой эпизод шестого сезона мультсериала «Футурама».

## Сюжет
Серия начинается с реконструкции Ситханской войны 2861—2865 годов, которую Фрай принял за реконструкцию гражданской войны 1861—1865 г. Во время реконструкции Бендер, как обычно, рассуждает насчёт смертности людей. Сам Бендер — робот, и даже если его тело будет безвозвратно утеряно, его личность можно восстановить из резервной копии и загрузить в новое тело.
Но вдруг у Бендера обнаруживается производственный брак — течь в маслопроводе. После всестороннего осмотра выявляется более серьёзный дефект: отсутствует система резервного копирования. Отметку ОТК Бендеру поставил некий Инспектор № 5. Бендер и Гермес отправляются на поиски Инспектора, оставив на время их отсутствия все бумажные дела на Лилу.
Но Инспектор оказался неуловим: файл с его личным делом оказался удалён, в бумажном архиве его личного дела тоже не оказалось. Тогда Бендер нашёл неизвестно откуда взявшуюся в XXXI-м веке телефонную будку и позвонил в техподдержку Мамочке. Однако у Мамочки строгий контроль качества: если в каком-то из роботов обнаружена неисправность, он сразу же уничтожается. Спасаясь от роботов-убийц Мамочки, Бендер вместе с Гермесом прыгают в товарный поезд на летающей подвеске и проезжают на его крыше через всю страну, оказавшись возле мексиканской границы. Решив, что Инспектора можно будет найти в Мексике (Бендер был сделан в Мексике), герои без проблем (у Гермеса всегда с собой документы на все случаи жизни) пересекают границу.
Когда герои пришли на завод, где был сделан Бендер, оказалось, что завод давно закрыт. По найденному в старом телефонном справочнике адресу Инспектора тоже никто уже не живёт, хотя остался его компьютер. Бендер в ярости. Но Гермес говорит ему, что тот должен ценить свою жизнь и пользоваться ею. Внезапно героев находят роботы-убийцы. Гермес приказывает Бендеру бежать, а сам тем временем собирается взломать компьютер Инспектора, чтобы сообщить, будто Бендер уже уничтожен, и отозвать роботов-убийц. И ему это удаётся.
Когда Гермес и Бендер возвращаются, в Planet Express творится что-то странное: телефон отключен, корабль конфискован, Профессора заточили в стеклянную колбу, а Зойдберга поджаривали. Но Гермесу удаётся со всем этим разобраться за час. В честь того, что всё закончилось хорошо, команда устраивает вечеринку. А когда все уходят, Гермес сжигает в печи папку с личным делом Инспектора, в котором приложена его собственная фотография. Ведь именно Гермес в своё время поставил Бендеру отметку о приёмке, потому что ему стало жалко маленького Бендера. Он хотел, чтобы его жизнь была именно жизнью, а не жалким существованием в страхе перед неизбежным концом, и не постоянным гневом по этому поводу. А после того, как он уволился из Мамочкиной корпорации, Гермес сам уничтожил все данные об Инспекторе.

## Изобретения будущего
- Бюрократический куб — помещение в виде двухуровневого кубика Рубика.
- Бюрократический сканер — устройство биометрической идентификации для доступа к бюрократическому компьютеру.
- Бюрократический сканер дефекта — устройство для проверки робота на дефект.